# 19. Międzynarodowy Festiwal Filmowy w Cannes

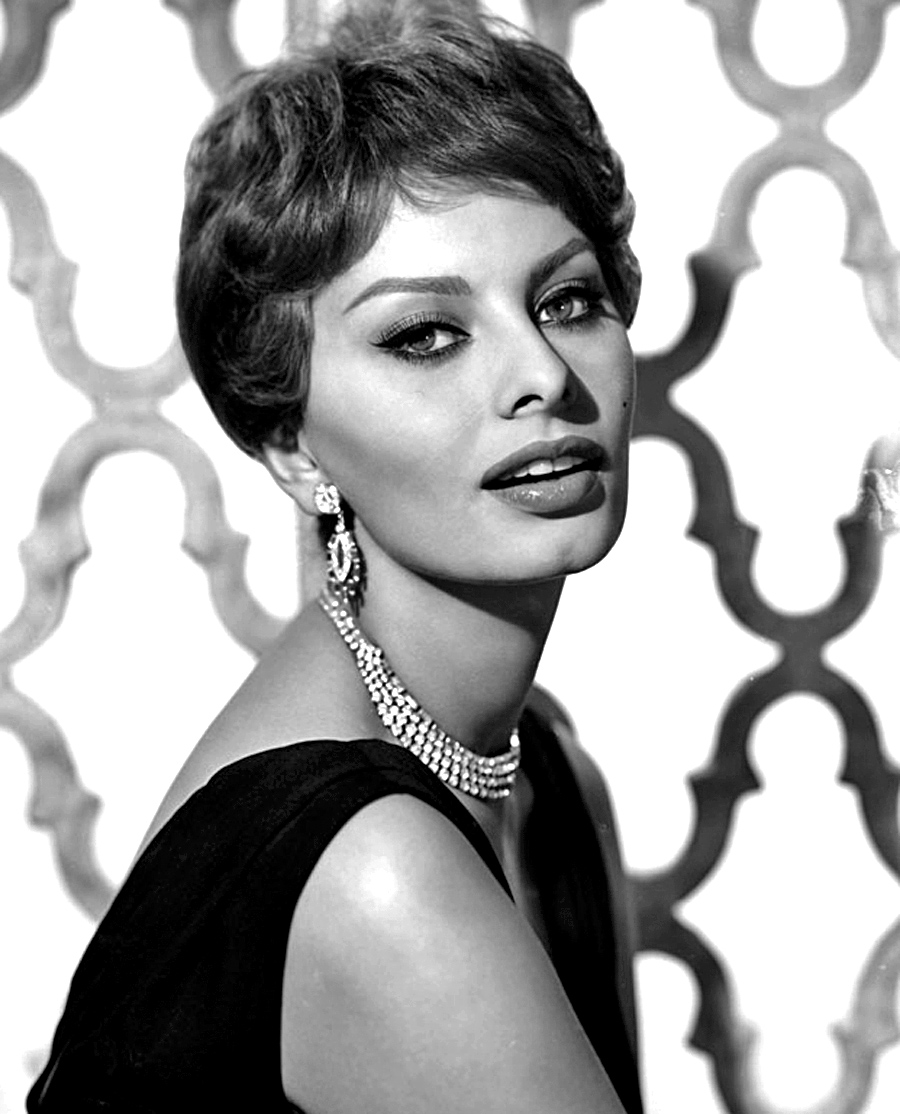
Portret Sophii Loren − przewodniczącej jury.

19. Międzynarodowy Festiwal Filmowy w Cannes odbył się w dniach 5−20 maja 1966 roku. Imprezę otworzył pokaz brytyjskiego filmu Modesty Blaise w reżyserii Josepha Loseya.
Jury pod przewodnictwem włoskiej aktorki Sophii Loren przyznało nagrodę główną festiwalu, Złotą Palmę, ex aequo francuskiemu filmowi Kobieta i mężczyzna w reżyserii Claude'a Leloucha oraz włoskiemu filmowi Panie i panowie w reżyserii Pietro Germiego.

## Jury Konkursu Głównego
- Sophia Loren, włoska aktorka − przewodnicząca jury[3]
- Marcel Achard, francuski dramaturg i scenarzysta
- Tetsurō Furukaki, japoński poeta
- Maurice Genevoix, francuski pisarz
- Jean Giono, francuski pisarz
- Maurice Lehmann, francuski reżyser
- Richard Lester, brytyjski reżyser
- Denis Marion, belgijski krytyk filmowy
- André Maurois, francuski pisarz
- Vinicius de Moraes, brazylijski pisarz
- Marcel Pagnol, francuski reżyser i pisarz
- Julij Rajzman, rosyjski reżyser
- Armand Salacrou, francuski dramaturg
- Peter Ustinov, brytyjski aktor

## Filmy na otwarcie i zamknięcie festiwalu
|             | Tytuł          | Reżyseria          | Kraj            |
| ----------- | -------------- | ------------------ | --------------- |
| Otwierający | Modesty Blaise | Joseph Losey       | Wielka Brytania |
| Zamykający  | Faraon         | Jerzy Kawalerowicz | Polska          |